# Natrijum manganat
Natrijum manganat je neorgansko jedinjenje s formulom 2 4.